# Rebecca Liebig
 Rebecca Liebig (* 18. November 1972 in Gyadam, Ghana) ist eine deutsche Gewerkschafterin und seit 2023 Mitglied im ver.di-Bundesvorstand.

## Leben
Liebig absolvierte 1989 eine Ausbildung zur Arzthelferin in Koblenz und war anschließend dort in der Gemeinschaftspraxis Ausbilderin. Von 1994 bis 1997 besuchte sie ein Kolleg und erwarb das Abitur. Sie studierte von 1997 bis 2002 Rechtswissenschaften an Universität Greifswald und war danach drei Jahre Rechtsreferendarin am Landgericht Mosbach. Nach einigen Jahren als Beraterin für Schulungen und Kommunikationsmanagement wurde sie 2006 Mitarbeiterin bei einer Innungskrankenkasse und war von 2008 bis 2013 Personalratsvorsitzende. Nach ehrenamtlicher Gewerkschaftstätigkeit als Vorstandsmitglied des Landesbezirksfachbereich Sozialversicherungen Rheinland-Pfalz und Verhandlungsmitglied der Bundestarifkommission Innungskrankenkasse übernahm sie 2013 eine hauptamtliche Tätigkeit in der Gewerkschaft. Sie war bis 2019 Landesbeamtensekretärin in Hessen, Gewerkschaftssekretärin im Fachbereich Sozialversicherungen und danach stellvertretende Landesbezirksleiterin Rheinland-Pfalz-Saarland.
2023 wurde sie mit 94,7 % der Stimmen auf dem Bundeskongress von ver.di in den Bundesvorstand gewählt, zuständig für Arbeitsmarkt- und Sozialpolitik, Soziale Selbstverwaltung, Alterssicherungspolitik, Arbeits- und Gesundheitsschutz, Teilhabepolitik und Schwerbehindertenvertretungen, Personengruppe Erwerbslose, Migration und Integration. inkl. Personengruppe Migrantinnen.
Liebig ist im Vorstand der Deutschen Rentenversicherung Bund und Mitglied der gewerkschaftlichen Initiative gegen Rassismus und Rechtsextremismus Die Gelbe Hand.
Liebig ist verheiratet und Mutter einer Tochter. 